# Watthanapong Tabutda
Watthanapong Tabutda (thailändisch วัฒนพงษ์ ตาบุดดา, * 9. März 1987 in Buriram) ist ein thailändischer Fußballspieler.

## Karriere
Watthanapong Tabutda stand von 2013 bis 2014 bei Army United unter Vertrag. Wo er vorher gespielt hat, ist unbekannt. Der Verein aus der thailändischen Hauptstadt Bangkok spielte in der ersten Liga des Landes, der Thai Premier League. Für die Army stand er einmal in der ersten Liga im Tor. 2015 wechselte er zum Ligakonkurrenten Chonburi FC nach Chonburi. Von 2016 bis Mitte 2018 wurde er an den Hauptstadtverein Thai Honda Ladkrabang ausgeliehen. Mit Thai Honda spielte er in der zweiten Liga, der Thai Premier League Division 1. Ende 2016 wurde er mit dem Verein Meister der zweiten Liga und stieg in die erste Liga auf. Das Gastspiel in der ersten Liga dauerte nur ein Jahr. Ende 2017 stieg er mit dem Verein wieder in die zweite Liga ab. Von Mitte 2018 bis Ende 2018 wurde er an den Erstligisten Ubon UMT United nach Ubon Ratchathani ausgeliehen. Am Ende der Saison musste er mit Ubon in die zweite Liga absteigen. Die Saison 2019 spielte er auf Leihbasis beim Drittligisten Phuket City FC in Phuket. Für den Verein absolvierte er sieben Spiele in der dritten Liga, der Thai League 3, in der Lower Region. Ende 2019 lief sein Vertrag in Chonburi aus. 2020 war er vertrags- und vereinslos. 2021 spielte er beim Amateurligisten Baanfootball Pattaya. Nach einem kurzen Intermezzo beim Chattrakan City FC ging er 2022 wieder zum Baan Footall nach Pattaya. 2023 stieg er mit dem Amateurligisten, der in der Eastern Region der Thailand Semi-Pro League den zweiten Platz belegte, in die dritte Liga auf. Nach dem Aufstieg kehrte er zum Chattrakan City FC zurück.

## Erfolge
Thai Honda Ladkrabang
- Thailändischer Zweitligameister: 2016  ▲